# Сапинува
Сапинува (хетт. Šapinuwa) — хеттский город бронзового века на месте современного Ортакёй в иле Чорум (Турция), в 70 км к востоку от хеттской столицы Хаттуса. Это был один из главных хеттских религиозных и административных центров, военная база и временная резиденция нескольких хеттских царей. Дворец в Сапинуве упоминается в нескольких текстах из Хаттусы.

## Раскопки
Ортакёй был идентифицирован как место древней Сапинувы после того, как местный фермер связался с музеем Чорума; он нашел две глиняные клинописные таблички на своем поле. Это привело к проведению исследования в 1989 году и новым открытиям.
Университет Анкары получил разрешение от Министерства культуры на раскопки, которые начались в 1990 году под руководством Айгюль и Мустафы Сюэлей и продолжается с тех пор.
Сначала было раскопано здание A, а затем в 1995 году здание B. Здание с ортостатом в стиле Язылыкая и древесным углем XIV века до н. э. было раскопано после 2000 года. Айгюль Сюэл руководила раскопками на этом участке с 1996 года.
В первой раскопанной области было здание с циклопическими стенами, названное «Зданием A». В здании A было обнаружено 5000 табличек и фрагментов, датируемых временем правления хеттского правителя Тудхалии II (ок. 1360—1344 гг. до н. э.). Они хранились в трех отдельных архивах на верхнем этаже, которые обрушились, когда здание сгорело.
В Кадилар-Хуюке, в 150 метрах к юго-востоку от здания А, «здание В» оказалось складом, заполненным глиняными кувшинами. В другом здании есть «ортостат, похожий на рельеф Тудхалийяса в Языликая».

## Находки
Пожар, уничтоживший Сапинуву, также повредил ее архив. Большинство табличек фрагментарны и должны быть собраны воедино перед интерпретацией и переводом.
Определение места Сапинувы исправило недоразумение в хеттской географии. Из-за архивов, обнаруженных до сих пор в Хаттусе, Сапинува считалась городом, находящимся в первую очередь под влиянием хурритов. Поэтому ученые, изучавшие архив Хаттусы, расположили Сапинуву к юго-востоку от Хаттусы. Теперь известно, что Сапинува (и, следовательно, города, связанные с ней) находятся на северо-востоке от Хаттусы.
Таблички здания А в основном на хеттском (1500 г.); но также на хурритском (600 г.), «хетто-хурритском», аккадском и хаттском. Кроме того, существуют двуязычные тексты, ранее не известные, на хеттском/хеттском и на хеттском/хурритском; списки слов на хеттском/шумерском/аккадском; и оттиски печатей на иероглифическом лувийском. Хеттские тексты включают много букв; хурритский в основном использовался для ритуалов itkalzi (очищения). Несколько букв соответствовали тем, которые упоминаются в архиве Maşat Höyük. Диалект хеттского языка в этой переписке был среднехеттским, но это место использовалось в течение столетий после этого.
Первая публикация на английском языке с раскопок была сделана Айгуль Сюэль в 2002 году. По состоянию на 2014 год архив не был опубликован. Первая публикация на английском языке любого текста, фрагментарного словаря, перечисляющего полезные растения, возможно, продвинутой школьной таблички XIV века до н. э., вместе с дальнейшим обсуждением места, появилась в Айгуль Сюэль и Огуз Сойсал, «Практический словарь из Ортакёя»; также опубликовано письмо царицы.

## История
Место разделено на Верхний и Нижний город. Последний разделен на два основных района: район Агылоню и Тепелерарасы; они разделены ручьем, протекающим через этот район.
Стратегическое расположение Сапинувы очень важно. Горы, окружающие город, плато, поднимающееся террасами на равнине Амасья, и фортификационные сооружения, начинающиеся на расстоянии 5 км, позволяют городу быть легко обороняемым. Поскольку город занимает ключевое положение между равнинами Аладжа и Амасья, пока город, который находится в двух днях пути от Хаттусаса, стоит на месте, дороги в Богазкёй-Хаттусас находятся под контролем. Кроме того, на холмах к западу есть следы военной и религиозной архитектуры верхнего города, потребность в воде и древесине обеспечивалась с этих холмов.
К северо-востоку от здания D в районе Тепелерарасы находится Зона G. Здесь была обнаружена мастерская, в которой были найдены искусно вырезанные формы. Эти формы использовались для тонкой работы по серебру; поблизости также было найдено большое количество обсидиана.

### Поздняя бронза
Эти находки датируются концом среднехеттского периода; это было время Тудхалии II (также известного как Тудхалия III, по мнению некоторых ученых).
У Тудхалии II также было хурритское имя Тасми-Сарри, как и у многих других хеттских царей того времени, которые также имели хурритские имена. Его царицей была Таду-Хеба, что также является хурритским именем. Их свадебная церемония упоминается во многих табличках из Сапинувы, а также из Хаттусы.
Сапинува — это место, где Тудхалия II проживал большую часть своего правления, и было найдено множество клинописных табличек, упоминающих его, включая международные договоры.
Это было время, известное в литературе как «концентрические вторжения», когда хеттское государство было осаждено множеством врагов со всех сторон.
В то время каски неоднократно вторгались на территорию хеттов. Они также, вероятно, разграбили столицу Хаттусу, после чего двор переехал в Сапинуву. Однако разрушение столицы не подтверждено археологически и не упоминается в современных отчетах.
Тем не менее, Сапинува была сожжена, после чего двор переехал в Самуху. Другие хеттские города в этом районе, такие как Тапикка и Сарисса, также пострадали в это время.
Именно в это время слабости хеттов Арцава в западной Анатолии приобрела международную известность, отраженную в письмах Аменхотепа III из Амарны. В этих письмах использовался хеттский язык.
Суппилулиума I был сыном Тудхалии II, и оба они провели много времени, сражаясь с касками, а также с хайасцами и Арцавой.

### Роль хаттов
Хетты обычно призывали бога бури Сапинувы наряду с богом бури Нерика. Учитывая, что Хаттуса находилась на юге, а Нерик, вероятно, севернее, и оба они изначально были хаттскими; что хаттский язык обнаружен в архиве Сапинувы наряду с явной скудностью палайского языка; и что название города имеет смысл на хаттском языке как теофорное (sapi «бог», Sapinuwa «[земля] бога»), вполне вероятно, что хатты также основали Сапинуву.
Обычно считается, что именно Хаттусили I разрушил Нерик в середине-конце XVII века до н. э. Поэтому вполне возможно, что неситоязычные люди захватили Сапинуву в то же время.
Врагами хеттов на этой границе в XV веке до н. э. были каски.
Огуз Сойсал пишет: «Археологи Ортакёя полагают, что этот город был второй столицей хеттов или королевской резиденцией в определенный период, а именно в период Среднехеттского царства, примерно в конце XV века до н. э.» Однако «большинство эпиграфических находок датируются последней фазой Среднего царства хеттов (примерно 1400-1380 гг. до н. э.)», современны Тудхалии I и архиву в Машат-Хююке.
Возможно, что каски были причиной пожара, превратившего часть строительных материалов в уголь в XIV веке до н. э. Затем хеттский двор переехал в Самуху.